# WWE Wreckless Intent
WWE Wreckless Intent es un álbum recopilatorio publicado por la World Wrestling Entertainment lanzado el 23 de mayo de 2006.
El álbum debutó en la posición 8 de la lista de Billboard 200.

## Lista de canciones
| Pista | Artista             | Canción                    | Luchador †        | Longitud |
| ----- | ------------------- | -------------------------- | ----------------- | -------- |
| 1     | Saliva              | "I Walk Alone"             | Batista           | 4:12     |
| 2     | Mercy Drive         | "Burn In My Light"         | Randy Orton       | 4:25     |
| 3     | Homebwoi            | "Hard Hittin'"             | Jonathan Coachman | 4:06     |
| 4     | Brand New Sin       | "Crank It Up"              | Big Show          | 4:28     |
| 5     | Desiree Jackson     | "Holla"                    | Candice Michelle  | 3:28     |
| 6     | Eleventh Hour       | "A Girl Like That"         | Torrie Wilson     | 3:07     |
| 7     | Kaballón            | "¿Quién Soy Yo?"           | Carlito           | 3:26     |
| 8     | Theory of a Deadman | "Deadly Game"              | No Way Out (2006) | 3:09     |
| 9     | Silkk the Shocker   | "I'm Comin'"               | MVP               | 3:32     |
| 10    | Shadows Fall        | "Fury of The Storm"        | Rob Van Dam       | 3:37     |
| 11    | Three 6 Mafia       | "Some Bodies Gonna Get It" | Mark Henry        | 3:35     |
| 12    | Zebrahead           | "With Legs Like That"      | Maria             | 3:07     |
| 13    | Killswitch Engage   | "This Fire Burns"          | CM Punk           | 3:05     |
| 14    | P.O.D.              | "Booyaka 619"              | Rey Mysterio      | 3:12     |
| 15    | Motörhead           | "King of Kings"            | Triple H          | 3:58     |

† El tema como se ve en la lista de canciones oficial. A algunas pistas no se les asignó un tema. El tema de la canción puede diferir de lo que se está usando en WWE. Para obtener más detalles, consulte Notas.

### Wal-Mart y iTunes bonus tracks
| Track | Artist              | Song            | Subject       | Length |
| ----- | ------------------- | --------------- | ------------- | ------ |
| 16    | Drowning Pool       | "Rise Up"       | WWE SmackDown | 2:54   |
| 17    | Eric & the Hostiles | "Pay the Price" | Charlie Haas  | 3:40   |